# Kreuz für die Freiwilligen von Montevideo
Das Kreuz für die Freiwilligen von Montevideo, portugiesisch Cruz de Ouro de Montevidéu (Goldenes Kreuz von Montevideo), auch Medalha de Montevidéu genannt, war eine portugiesische Auszeichnung. 

## Geschichte
König Johann VI. stiftete die Medalha de Montevidéu für die „Königlichen Freiwilligen des Königs“ (Voluntários Reais d’El Rei), eine Truppe von anfangs 6000, später rund 4000 portugiesischen Freiwilligen, die 1822 und 1823 in Montevideo und an anderen Orten der portugiesischen Provinz Cisplatina, dem heutigen Uruguay, Dienst getan hatten und die 1824 nach Portugal zurückkehrten. Stiftungstag war der 25. Juli 1824. Das Stiftungsdekret beschreibt den Orden, aber benennt ihn nicht ausdrücklich.

## Ordensdekoration
Die Ordensdekoration zeigt auf der einen Seite das Bild des Stifters mit der Umschrift „Voluntários Reais d’El Rei“ und auf der anderen Seite das Wort „Montevideo“ (in dieser Schreibweise), darunter die Jahreszahlen 1822 und 1823.
Das Ordensband war himmelblau und hatte rote und blaue Ränder.